# Flesh and Bone (canción)
«Flesh and Bone» (en Español "Carne y Hueso") es una canción pop-rock perteneciente al tercer álbum de estudio de la cantante noruega Marion Raven, el sencillo fue el primero de 2 lanzados para promocionar dicho álbum llamado Nevermore el cual por cierto fue cancelado por la disquera por razones no muy claras, la canción sólo fue editada para su venta en Noruega a través de iTunes y fue recibida con malas críticas y malas ventas, a diferencia de su sucesor Found Someone que fue recibido con mejores ventas, llegando a la posición #4 en el chart noruego. El sencillo fue catalogado como un fracaso comercial y no recibió promoción alguna por parte de la disquera, raven solo la cantó un par de veces y todo quedó como una canción más.
El sencillo fue estrenado en el programa "Moods Of Norway" como parte de un show en la semana de la moda en Oslo el 20 de agosto de 2010. «Flesh and Bone» tiene al menos dos versiones de estudio, la lanzada como sencillo para iTunes, y la versión del álbum Nevermore, entre ambas versiones se escuchan pequeñas pero notables diferencias tanto en la música como en la voz de Raven que está menos distorsionada en la versión del álbum.

## Versiones
- Single de iTunes Noruega

1. 01 Flesh and Bone (Single Mix)  4:04

- Versión del Álbum

1. 01 Flesh and Bone (Álbum Versión) 4:06

- Demo del escritor

1. Flesh and Bone (Demo Writer) 4:00

- Demo de Marion Raven

1. Flesh and Bone (Marion Raven Demo) 4:02

- Versión Acústica

1. Flesh and Bone (Acoustic live at Radio 1 Norway) 4:04

- Remix (no oficial)

1. Flesh and Bone (Steinbeat Dubstep Remix) [Remix no oficial] 3:11